# Bảo tàng Điện ảnh ở Łódź
Bảo tàng Điện ảnh ở Łódź (tiếng Ba Lan: Muzeum Kinematografii w Łodzi) là một bảo tàng tọa lạc tại số 1 Quảng trường Chiến thắng, Łódź, Ba Lan. Phương châm hoạt động của Bảo tàng là thu thập và giới thiệu các bộ phim, áp phích, thiết bị kỹ thuật và các kỷ vật khác có liên quan đến điện ảnh.

## Lịch sử
Phòng Văn hóa Sân khấu Điện ảnh được thành lập vào năm 1976 tại Bảo tàng Thành phố Łódź. Năm 1984, Phòng Văn hóa Sân khấu Điện ảnh trở thành một chi nhánh của Bảo tàng Thành phố Łodź. Hai năm sau, địa điểm này trở thành một tổ chức độc lập và được đổi tên là Bảo tàng Điện ảnh ở Łodź. Khi đó, các bộ sưu tập của Bảo tàng được chuyển đến trụ sở mới nơi trước đây là cung điện của Karol Scheibler, được xây dựng vào thế kỷ 19. Bảo tàng Điện ảnh là bảo tàng duy nhất về loại này ở Ba Lan. Người sáng lập và giám đốc đầu tiên của Bảo tàng là Tiến sĩ Antoni Szram.

## Triển lãm
Bộ sưu tập của Bảo tàng Điện ảnh ở Łódź hiện đang bao gồm khoảng 50.000 hiện vật. Bảo tàng có các cuộc triển lãm thường trực là "Bí ẩn của phim trường" và "Phép màu của nhiếp ảnh hoạt hình". Tầng trệt của cung điện trưng bày nội thất của cung điện, bao gồm: phòng ăn, phòng khiêu vũ, phòng áo choàng, văn phòng, và các phòng khác. Trong Bảo tàng còn có một rạp chiếu phim phục vụ trình chiếu các bộ phim như: phim tiền chiến của Ba Lan, phim tài liệu, phim hoạt hình và phim điện ảnh đương đại. Ngoài ra, Bảo tàng Điện ảnh còn tổ chức các cuộc triển lãm về lịch sử điện ảnh và nghệ thuật đương đại.

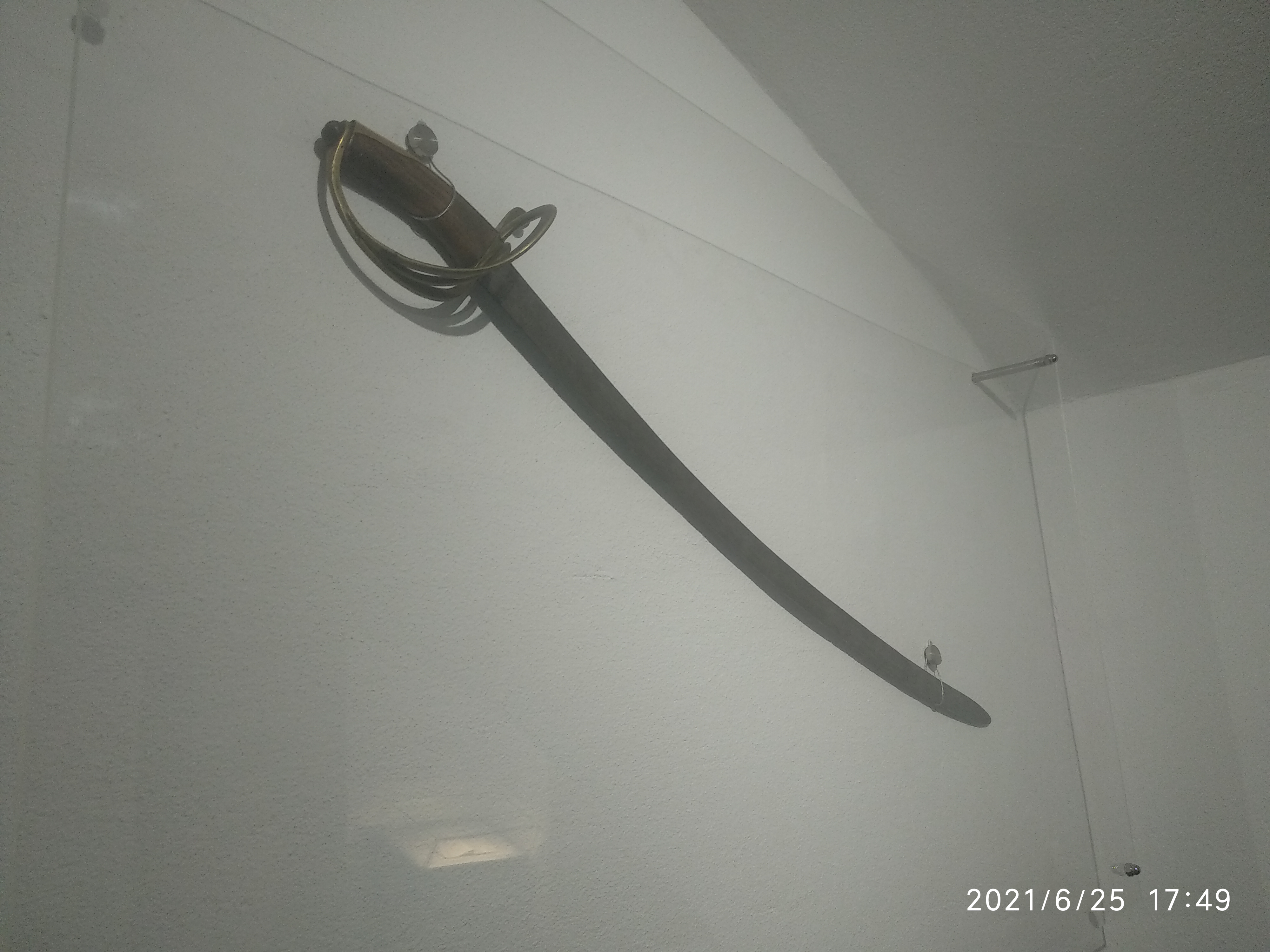

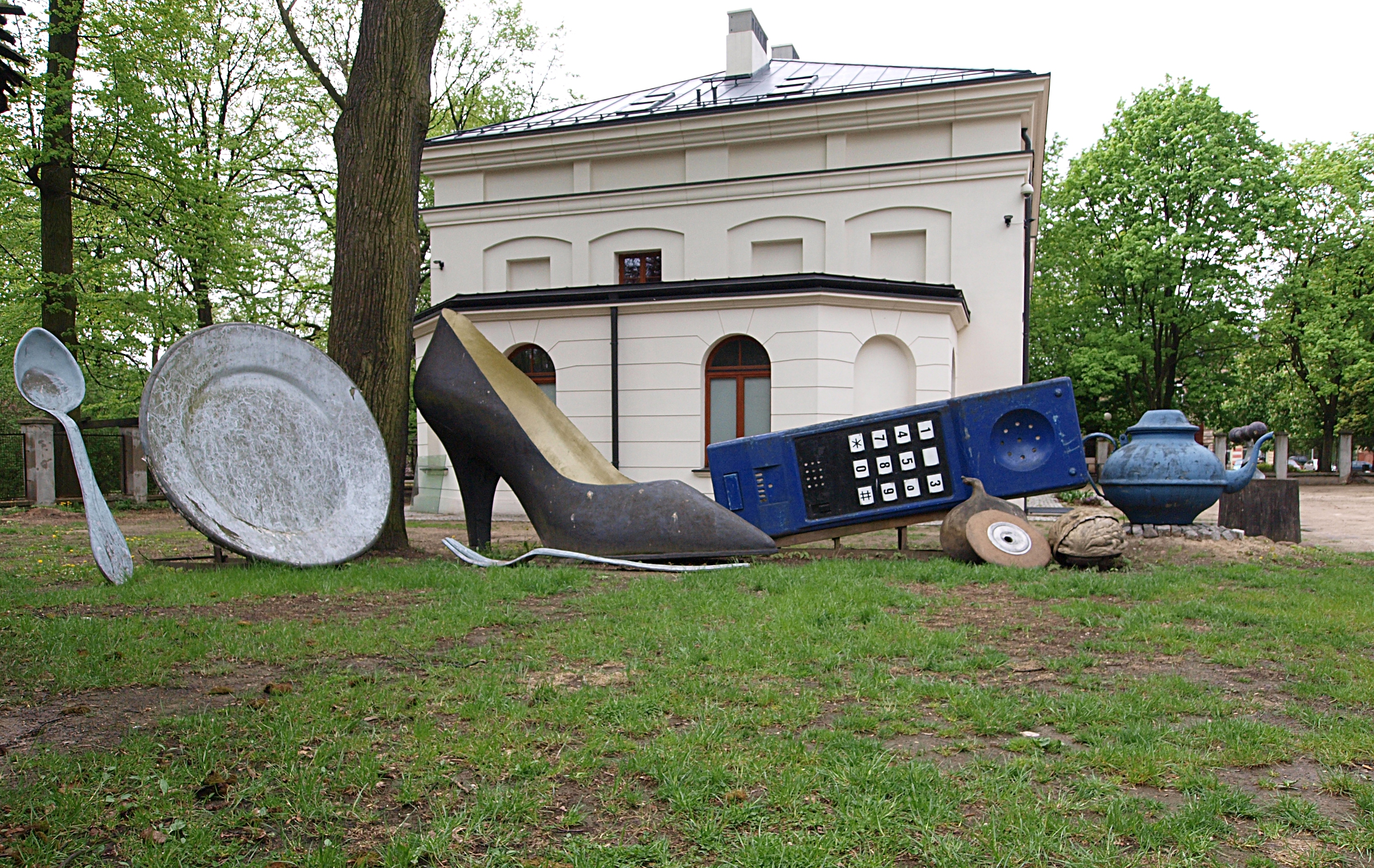
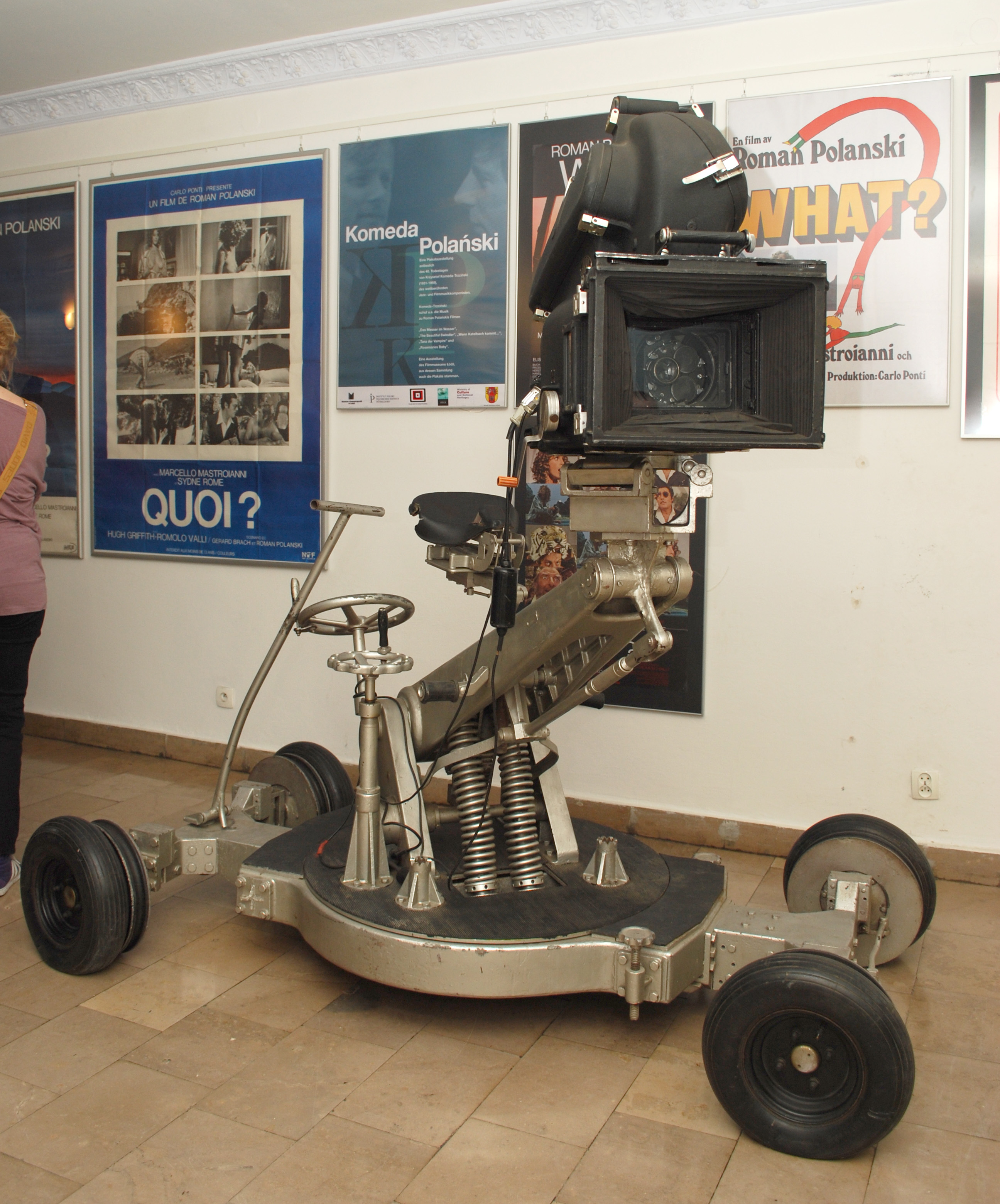
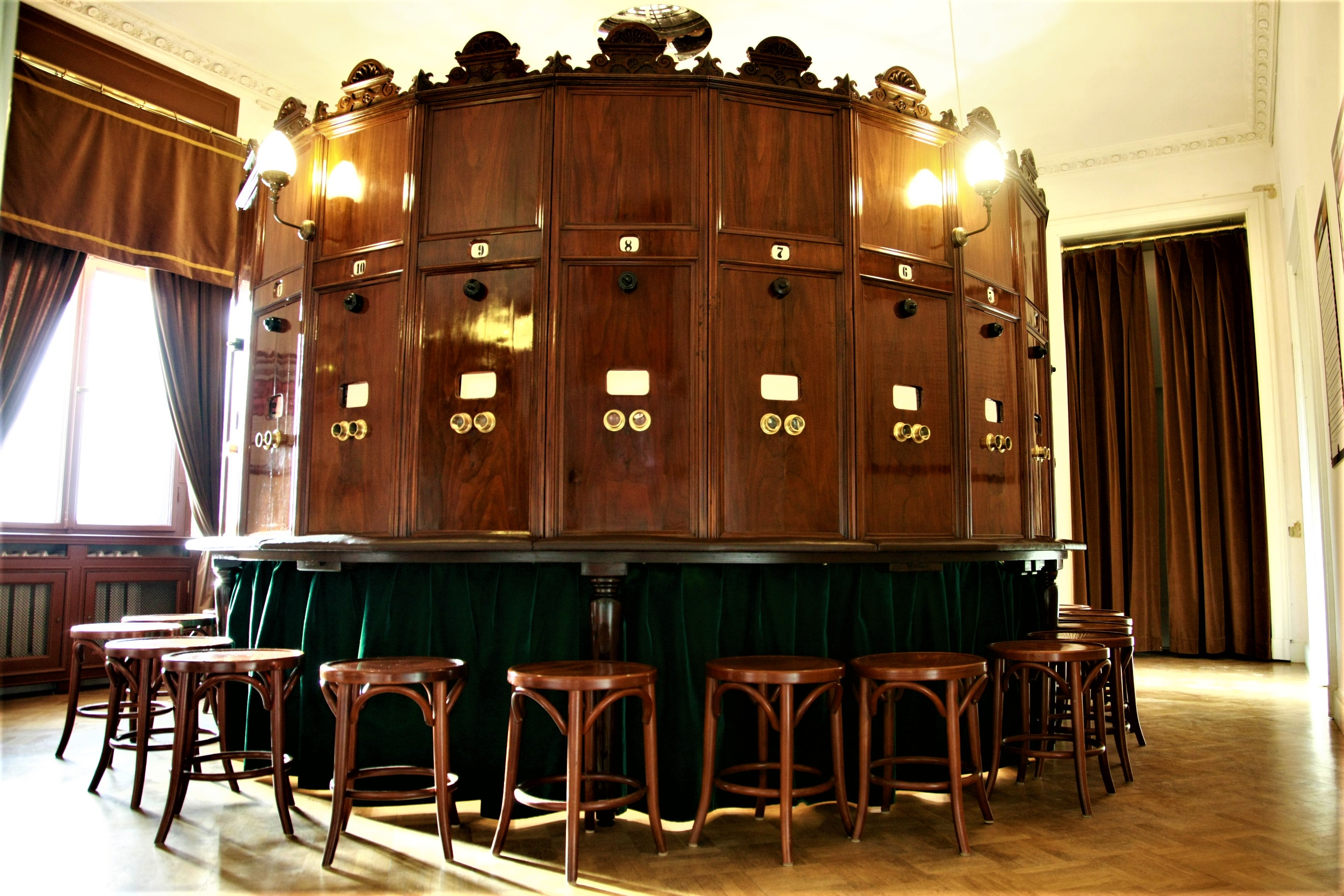
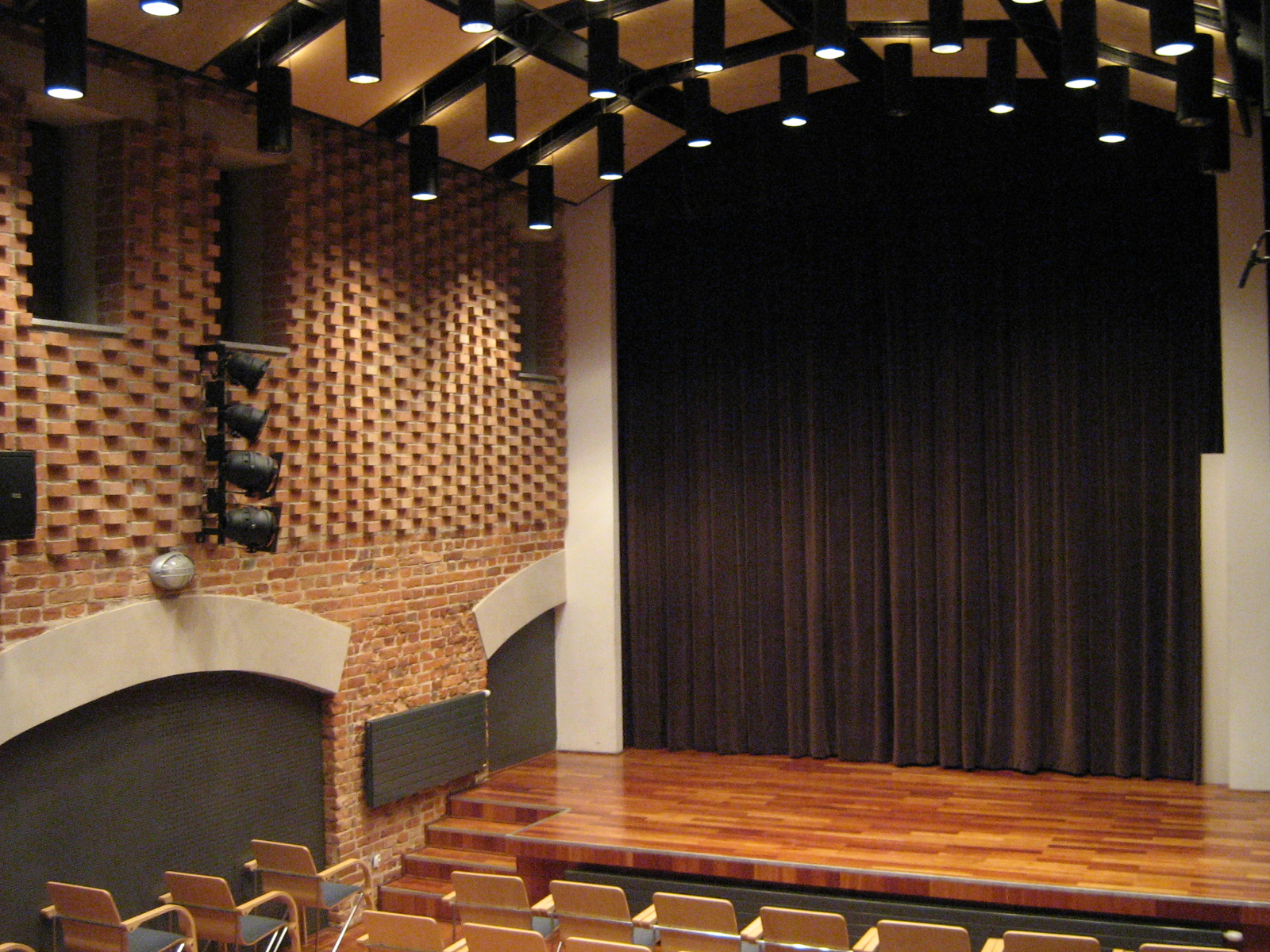